# 오호스 아즐레스
오호스 아즐레스(스페인어: [ˈoxos aˈθules], "파란 눈")는 고양이 품종 중 하나이다.

## 기원
검푸른 눈을 가진 고양이들이 뉴멕시코 주에서 야생 고양이 개체군들 사이에서 발견되었다. 1984년에 발견된 첫 번째 고양이는 콘플라워였다. 모든 고양이들이 보여주듯이, 그 고양이는 특성이 없는 수컷으로 자라났으며, 이것은 지배적인 것으로 증명되었다. 이 품종은 스페인어로 '파란 눈'라는 뜻의 오호스 아즐레스(Ojos Azules)라는 이름을 붙였다.

## 설명

### 신체적 특징
중간 크기의 오호스 아즐레스는 크고 둥근 푸르스름한 눈으로 알려져 있다. 목은 아치형이다. 꼬리는 고양이의 몸에 비례한다. 약간 둥근 이마와 각진 주둥이를 갖고 있다. 코가 약간의 틈이 있다. 그 털은 짧고, 곱고, 부드럽고, 비단 같고, 반짝거린다. 속털은 특별히 발달하지 않았지만, 대부분 촘촘하다. 모든 색상이 허용된다. 흰 반점은 대부분의 사지(꼬리 끝, 주둥이, 발)에 흔하게 나타난다. 그러나 배꼽이나 흉곽의 반점은 허용되지 않으며 결점으로 간주된다. 특히, 그들은 꼬리 끝이 흰색이어야 한다. 흰 털은 일반적인 흰 파란 눈의 고양이와 구별할 수 없기 때문에 바람직하지 않다. 털이 하얀 파란 눈을 가진 오호스 아줄레스는 보통의 하얀 파란 눈을 가진 고양이들처럼 난청은 아니다.

### 성격
희귀하기 때문에 이 종에 대해서는 거의 알려져 있지 않지만, 일부는 활동적이고 친근하며 애정이 넘치는 것으로 알려져 있다. 또한 털 손질이 쉽고 빗질을 많이 하지 않아도 된다.